# John James Hughes
Pour les articles homonymes, voir Hughes.
John James Hughes (en russe : Джон Джеймс Юз), était un ingénieur gallois, né le 25 juin 1814, à Merthyr Tydfil et mort le 17 juin 1889, à Saint-Pétersbourg, industriel, fondateur de la ville de Donetsk en Ukraine. Jusqu'en 1924, la ville s'appela Youzovka (en russe : Юзовка) en son honneur,.

## Biographie
Hughes était le fils d'un ingénieur, à la tête d'une des usines métallurgique de Merthyr Tydfil. Il travailla dans sa jeunesse dans les usines dirigées par son père. À 28 ans, il acheta un chantier de construction navale. À 36 ans, il reprend une fonderie à Newport (pays de Galles). À la fin des années 1850 il se présente comme ingénieur dans une usine de laminage en Grande-Bretagne, la société Millwall Iron Works (en) et en 1860, en devient directeur. En 1864, il construisit des affûts pour les canons de gros calibre. Ce type d'installation d'artillerie fut introduit dans l'armement des flottes de guerre de plusieurs pays européens. Il étudia également des cuirassements par blindage, pour protéger les bateaux et les fortifications.
À 55 ans il arriva en Russie. En 1869 il acheta au prince russe Sergueï Viktorovitch Kotchoubeï des terres dans le gouvernement de Dnipropetrovsk (anciennement dénommée Gouvernement d'Iekaterinoslav) sur les bords du fleuve Kalmious et commence à construire l'« Usine métallurgique de Donetsk » avec une colonie de travailleurs de la zone d'Aleksandrovka. Pour l'exploitation du charbon, il crée la « Société de Nouvelle Russie de charbon, de fer et des industries ferroviaires ».
La fonte commença à être fondue en 1872. L'usine réalisait un cycle métallurgique complet. Pour la première fois en Russie, 8 fours à coke fonctionnaient avec de l'air chaud pulsé. Le combinat de Hughes est devenu l'un des centres industriels de l'URSS, et plus tard de l'Ukraine. La ville de Donetsk est encore aujourd'hui le centre industriel principal de l'Ukraine. Les mines de charbons occupent l'espace et le paysage de la ville avec d'énormes terrils. La main-d'œuvre de mineurs reste importante.

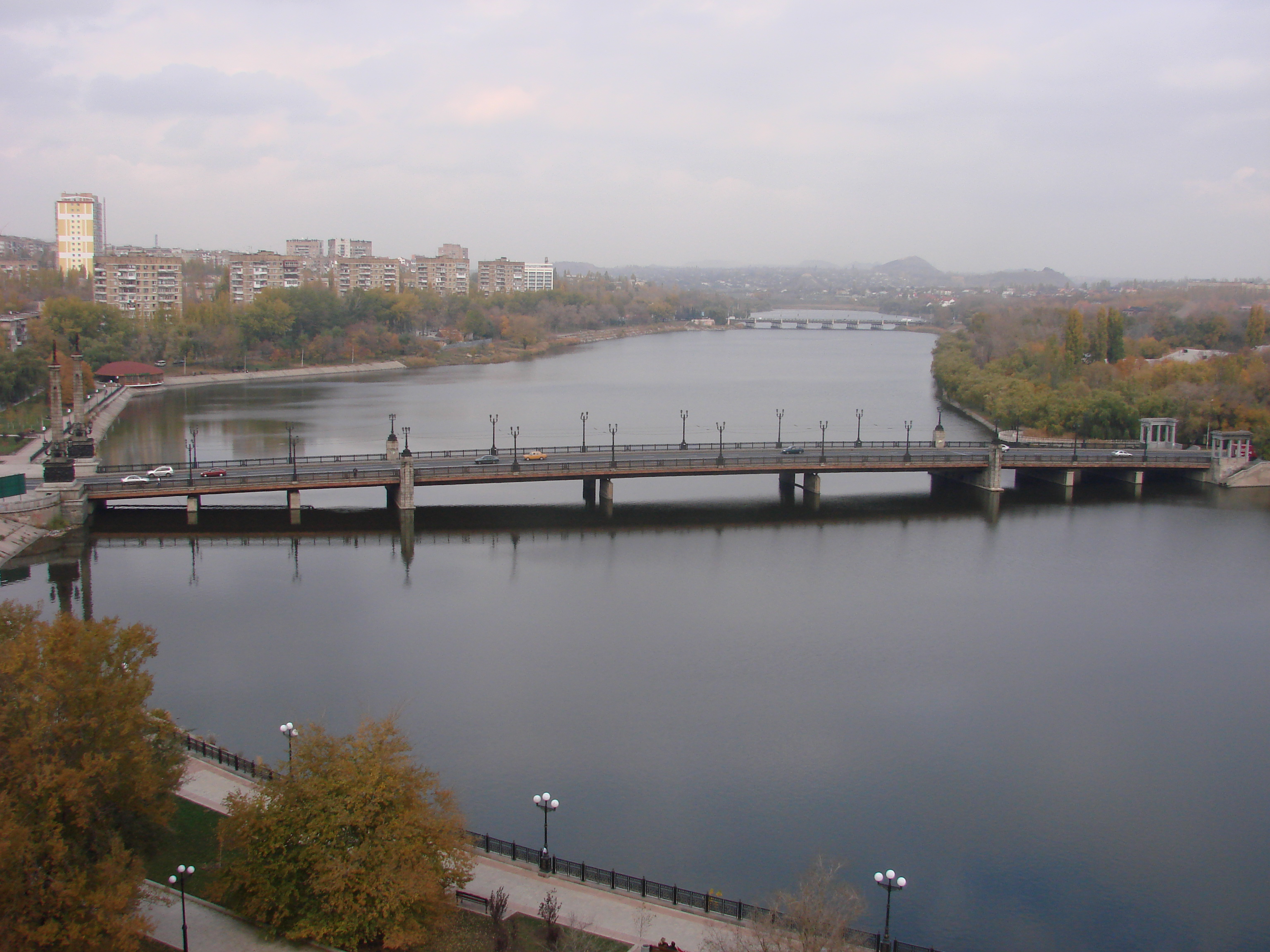
Le fleuve Kalmious. Donetsk, Ukraine.

Il mourut le 17 juin 1889 à l'« Hôtel Angleterre » dans la ville de Saint-Pétersbourg. Il fut inhumé à Londres au cimetière de West Norwood.
En 2001 un mémorial à John Hughes fut inauguré à Donetsk. Sa maison a demi-détruite est également conservée dans la ville de Donetsk.
En 2010 l'association des terrils a choisi de donner le nom de John Hughes à un des terrils de Donetsk,,,.

## La Maison de Hughes
La Maison de Hughes (rue de la Clinique, no 1 Donetsk) fut construite à Youzovka (ancien nom de Donetsk) pour John Hughes et sa famille. C'est la deuxième maison qu'il habita. La première était une cabane recouverte de paille. Les fondations furent posées en 1873. Elle comprenait un étage et 8 pièces. Elle se trouvait à 1,5 km de l'usine métallurgique de Donetsk. La façade était de briques rouges, le toit recouvert de tôles de fer peintes en vert. La maison disposait de diverses annexes et d'un grand jardin. Hughes, arrivé du pays de Galles s'installa d'abord avec ses fils aînés puis arrivèrent son épouse et ses cadets. Après sa mort en 1889, son fils aîné poursuivit les travaux d'aménagements.
Du balcon du premier étage il pouvait voir son usine métallurgique. La maison a servi de résidences aux différents directeurs de l'usine qui se sont succédé jusqu'à l'arrivée des bolchéviques en 1918, les nationalisations qui suivirent ainsi que les pillages qui accompagnèrent la guerre civile. Pendant la Seconde Guerre mondiale, la maison subit des bombardements qui l'endommagèrent fortement. Depuis la fin des années 1990 la maison n'est plus accessible. À Donetsk, certains souhaitent restaurer cette maison qui fait partie du patrimoine culturel de la ville. D'autant plus que la ville ayant été fondée il y a un siècle et demi seulement, son patrimoine historique n'est pas très important.

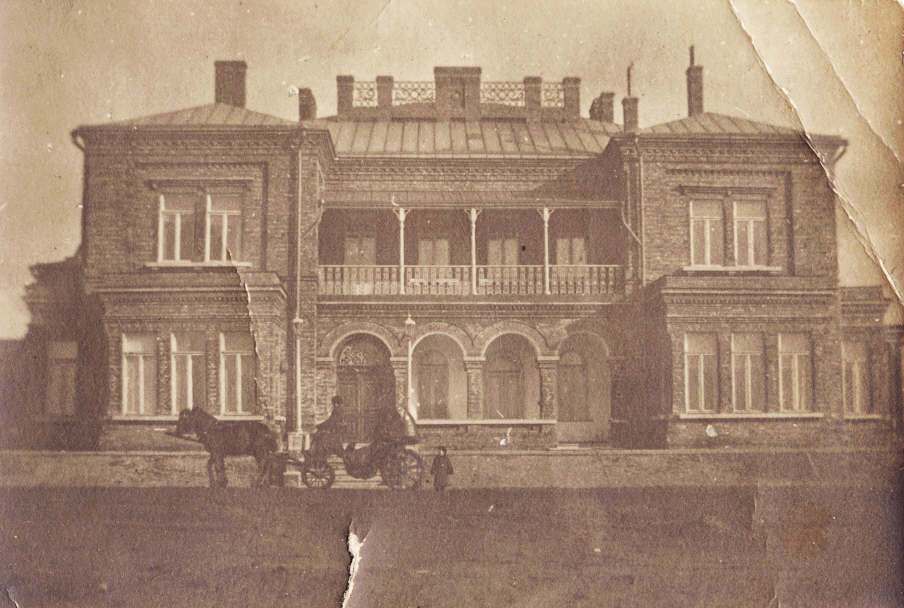
La maison de Hughes en 1900.
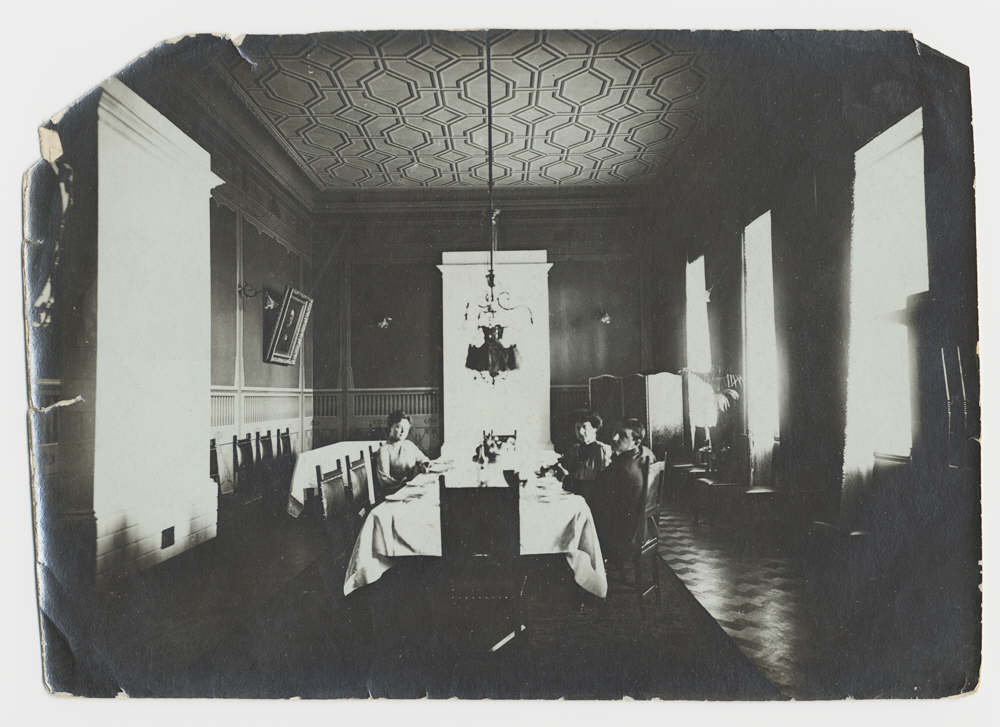
salle à manger  de la maison  de Hughes en 1900.
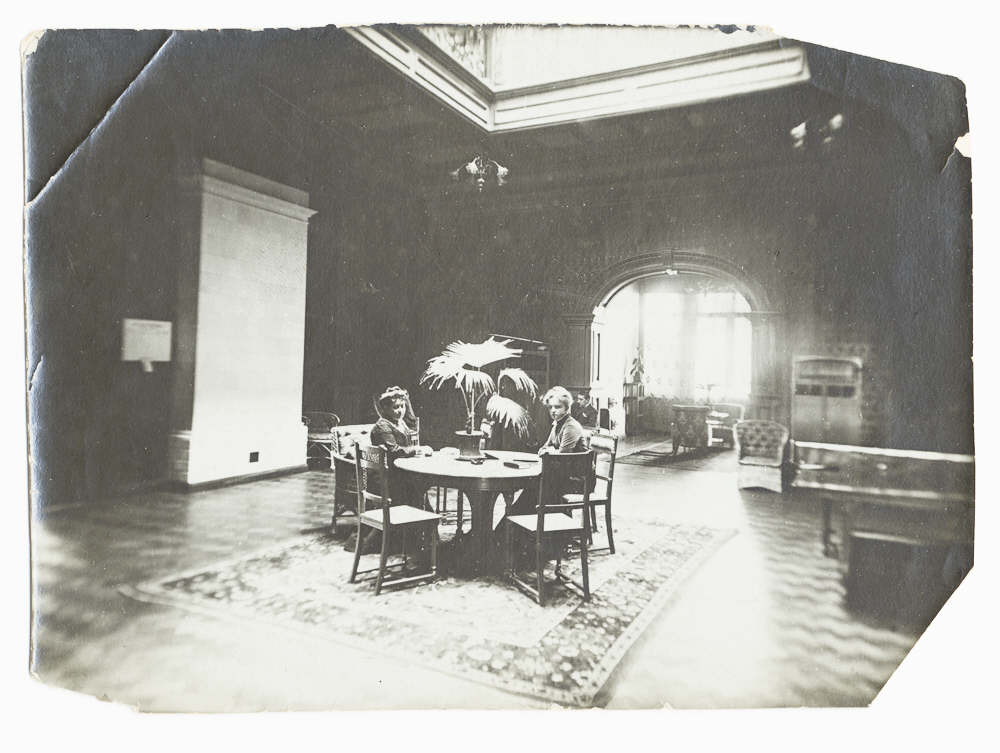
Salon de la maison de Hughes en 1900.
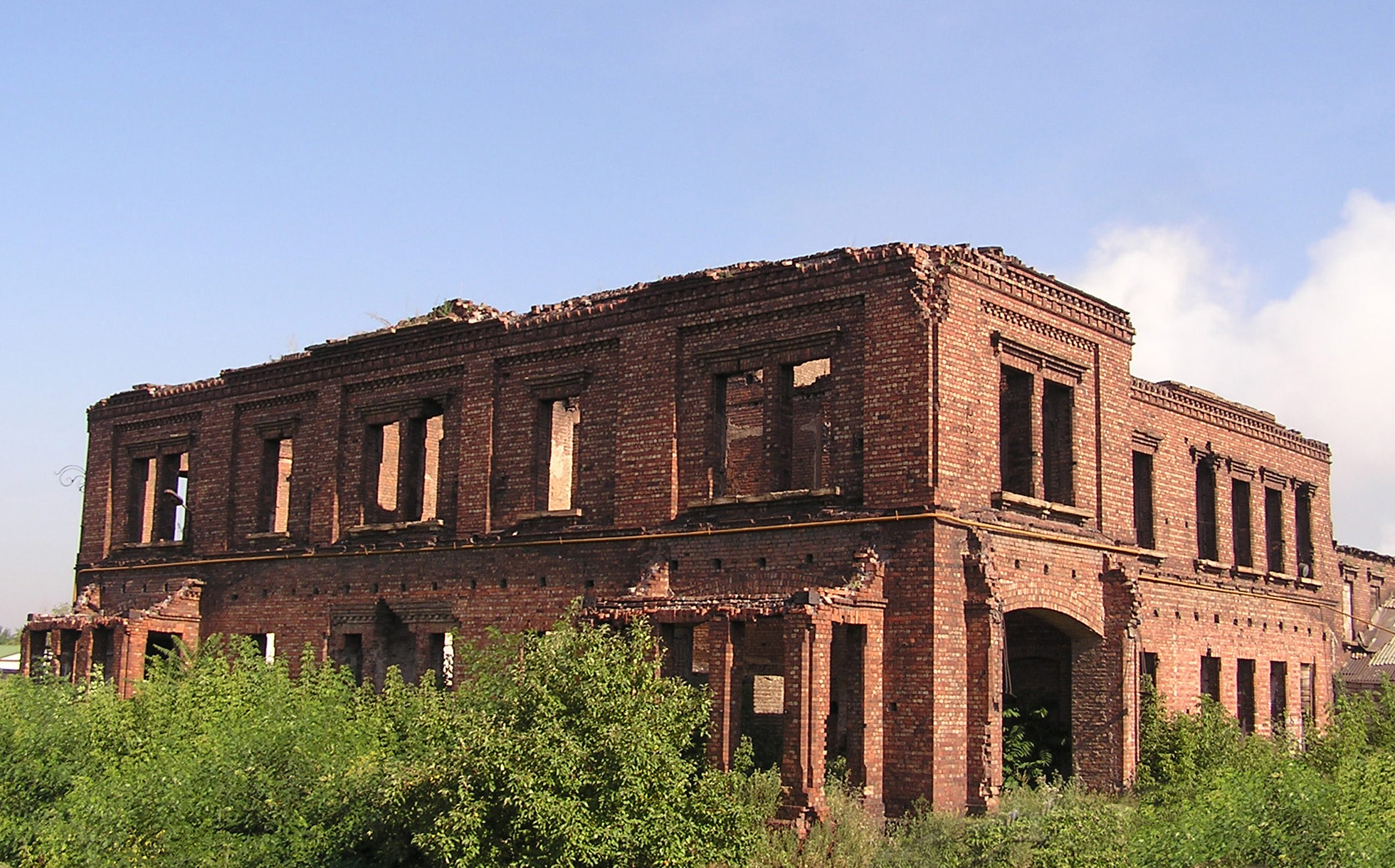
Vue d'ensemble de la maison en 2006.

Coordonnées géographiques de la maison : 47° 58′ 19,42″ N, 37° 48′ 51,16″ E.

## Monuments à Donetsk en l'honneur de Hughes
Un Mémorial à John Hughes fut installé à Donetsk en l'honneur de John Hughes, industriel gallois qui fonda Youzovka (aujourd'hui Donetsk). Il se situe dans la rue Artiom devant l'Université nationale technique de Donetsk et les bibliothèques. Cet emplacement résume en quelque sorte le destin de Hughes : ingénieur et génie anglais de la technique. C'est une sculpture de Hughes réalisée par l'artiste Alexandre Skorykh. Elle fut inaugurée le 8 septembre 2001. Elle se trouve sur un piédestal de petite taille, sculpté à la taille de l'homme pour symboliser les qualités humaines de cet homme. La statue a été déplacée en 2009 dans la même rue mais actuellement plus près de la bibliothèque.